# معركة ممر رونسفال
معركة باب الشزري أو معركة ممر رونسڤال (بالإسبانية: Batalla de Roncesvalles) (بالفرنسية: Bataille de Roncevaux)‏ (بالبشكنسية: Orreagako gudua) هي معركة وقعت عام 778م، بين جيش شارلمان وقوات البشكنس بالتعاون مع قوات المسلمين. ووقعت في ممر رونسفال الجبلي في جبال البرانس الواقع على الحدود بين فرنسا وإسبانيا. وهزم فيها رولاند حاكم الثغر البريتاني وقائد ساقة جيش شارلمان.
ومع مرور الوقت، تناقلت الأجيال شفاهة القصص البطولية في المعركة، والصراع بين المسيحيين والمسلمين، على الرغم من أن الدين لم يكن هو الدافع وراء المعركة أو حتى كان غالبية البشكنس الذين شاركوا في المعركة قد تديّنوا بالمسيحية في ذلك الوقت. مجّدت تلك القصص القائد رولاند وفرسانه، وجعلت منهم أسطورة ورمزًا للبطولة والفروسية في العصور الوسطى. تناول عدد من الأعمال المكتوبة المعركة بعضها غيّر وضخّم أحداثها، أبرزها «نشيد رولاند» الذي يعد أقدم عمل أدبي فرنسي باقٍ، والذي يرجع تاريخه للقرن الحادي عشر الميلادي، كذلك تناولها «أورلاندو فوريوسو» أحد أبرز الأعمال الأدبية الإيطالية وأشهرها. حديثًا، تناول عدد من الكتب والمسرحيات وخلّدت آثار في جبال البرانس ذكر المعركة.

## خلفية

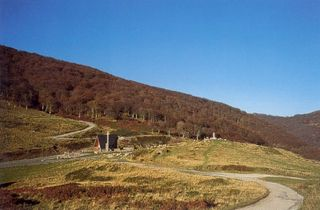
ممر رونسفال في الجانب الأيبيري

بعد استيلاء بيبان القصير على أقطانية بعد أن هزم «ويفر» دوق أقطانية، أصبح الطريق ممهدًا أمام الفرنجة للتوسع غربًا. وفي الأندلس، استغل عدد من الزعماء المحليين في شرق الأندلس انشغال عبد الرحمن الداخل بسحق التمردات على حكمه في الجنوب، وثار على حكمه وأعلنوا تمردهم على سلطته، فاستقل سليمان بن يقظان الأعرابي والي برشلونة وجيرونة بولايته، واستقل الحسين بن يحيى الأنصاري بسرقسطة. سعى سليمان الأعرابي إلى توثيق حكمه والاستعداد لحملات الداخل الانتقامية، فزار بلاط شارلمان في بادربورن يسأله الدعم العسكري لمواجهة عبد الرحمن الداخل، ويُمنّيه بالتنسيق معه لضم ولاية الثغر الأعلى التي قاعدتها مدينة سرقسطة إلى ملكه. وجد شارلمان في ذلك فرصة لتوسيع ملكه، فأجاب دعوة الأعرابي وقرّر غزو الأندلس. في سنة 778م/161هـ، عبر جيش شارلمان جبال البرانس التي تمثل حدًّا طبيعيًا بين فرنسا وإسبانيا، وتمتدّ لنحو 490 كم، وتفصل أيبيريا عن باقي القارة الأوروبية بجيش كبير تذكر إحدى الروايات اللاتينية، أن جيش شارلمان بلغ 5,000 فارس ثقيل ومثلهم من المشاة.
عبر شارلمان وجيشه النيوستري الجبال عبر غاسكونية، واستولى في طريقه على مدينة بنبلونة معقل البشكنس، بينما عبر الجند الأوستراسيون واللومبارديون والبورغنديون الجبال عبر قطلونية. استقبل الأعرابي جيش شارلمان بحفاوة في برشلونة وجيرونة، وفي الطريق إلى سرقسطة، تقابل جند الأعرابي مع جند شارلمان، قبل أن يضربا الحصار على المدينة التي كان يسيطر عليها ثائر آخر على الدولة الأموية في الأندلس وهو الحسين بن يحيى الأنصاري. ولما طال الحصار لنحو الشهر دون طائلة، غضب شارلمان وأمر بتوثيق سليمان الأعرابي في الأغلال بعد أن غرر به وهوّن أمر الاستيلاء على الثفر الأعلى. رأى شارلمان أن ينسحب بجيشه عائدًا بعد أن خشي إن طال الحصار أن يقطع المسلمون عليه طرق الإمداد ويصبح هو وجيشه في عزلة عن بلاده.

## المعركة
أثناء الحصار، بلغت شارلمان أخبار تمرّد الساكسونيين في الشمال، فآثر الإسراع بالانسحاب إلى مملكته. وفي طريق عودته، عرج في طريقه على بنبلونة مرة أخرى وأمر بهدم أسوارها، وكذلك فعل في عدد من مدن البشكنس حتى لا تعود إلى المقاومة إن عاد مجددًا، وليُأمّن طريق عودة جيشه إلى فرنسا. جعل شارلمان رولاند حاكم بريتاني وإيجيهارد عمدة القصر الملكي في 1,000 فارس في ساقة الجيش المنسحب لتأمين الانسحاب وحماية غنائم وأسلاب الجيش وفي باب الشرزي، واجه الجيش الفرنجي كمينًا تختلف الروايات العربية واللاتينية على من دبّره، فتوكله الرواية العربية صراحةً إلى المسلمين بقيادة مطروح وعيشون ابني سليمان بن يقظان الأعرابي، الذين استهدفوا تحرير أبيهم من الأسر. فيما ذكرت بعض الروايات اللاتينية التي تتحدث عن الموقعة، إن الهجوم على مؤخرة جيش شارلمان كان على أيدي البشكنس انتقاما لما أنزله الفرنج ببلادهم وعاصمتهم بنبلونة من العيث والتخريب. اضطرب الجيش الفرنجي، وحاولوا تفادي الكمين، لكن البشكنس نجحوا في عزل ساقة الجيش عن بقية الجيش المنسحب، مستفيدين من خبرتهم بمعرفة طبيعة أرض المعركة، مستخدمين تقنية حرب العصابات في القتال، ومستفيدين من خفة عتادهم الذي كان عادة ما يتكون رمحين قصيرين وسكين أو سيف قصير، إضافة قوس أو رماح خفيفة للرماية، كما لم يكونوا يرتدون الدروع، مما يجعلهم خفيفي الحركة. يعتقد المؤرخ بيير دي ماركا أن عددًا من السكان المحليين في تلك المنطقة شاركوا في القتال إلى جوار البشكنس انتقامًا لممتلكاتهم التي نُهبت على أيدي الفرنجة، ويعتقد عدد من المؤرخين أن البشكنس كانوا تحت قيادة لوبو الثاني دوق غاسكونية الذي كان يخشى من توسع الكارولنجيين على أراضيه.
انشغل شارلمان بجمع شتات جيشه المضطرب، ونجح في مواصلة السير بجيشه، فيما وقع رولاند وقواته فريسة لسيوف البشكنس والمسلمين الذين أفنوا ساقة جيش الفرنجة عن بكرة أبيها، وقتل في المعركة إيجيهارد رئيس الخاص وأنسلم محافظ القصر ورولاند حاكم القصر البريتاني والنبيل أوليفروس. غنم البشكنس والمسلمين أسلاب الجيش الفرنجي التي كانت في ساقة الجيش، وعادوا أدراجهم دون أن يحاول الجيش الفرنجي أن يتعقّبهم.

وصفت الحوليات الملكية الفرنجية الحدث قائلةً:

## النتائج

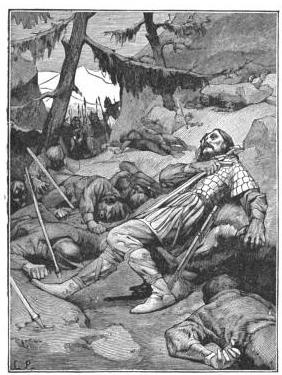
مقتل رولاند ورجاله.

ذكر إينهارد المؤرخ المصاحب لشارلمان أن ساقة الجيش ذبحت حتى آخر رجل، وكان من بينهم عدد من النبلاء أمثال إيجيهارد ورولاند وأنسيلموس. لم تؤثر الهزيمة بشكل كبير على جيش شارلمان، لكنها تعد الهزيمة الوحيدة التي مني بها شارلمان في تاريخه العسكري الناجح. كما أنها كانت المرة الأخيرة التي يقود فيها بنفسه حملة على أيبيريا. لجأ شارلمان بعد ذلك إلى تأسيس الثغر الإسباني ليكون حاجزًا بينه وبين المسلمين، وبعد سبع سنوات تمكن أخيرًا من ضم برشلونة. ثم أسس مملكة أقطانية وجعل ابنه لويس الأول أول ملوكها. بينما استمر البشكنس في مقاومتهم للكارولنجيين حتى استطاع ويليام دوق أقطانية أن يسحق مقاومتهم ويأسر زعيمهم أدالريك بن لوبو الثاني الغاسكوني وينفيه في سنة 790م.
أما سرقسطة فظلت في حوزة المسلمين كقاعدة للثغر الأعلى، وبقيت بنبلونة أيضًا في حوزتهم حتى ثارت بين سنتي 798–801م واستقلت عن الدولة الأموية في الأندلس. وفيما يخص البشكنس، فقد اتحدوا مع بنو قسي الثائرين على عرش قرطبة، وواصلوا مقاومة الكارولنجيين. ففي سنة 824 م، استطاع جيش للبشكنس هزيمة جيش آخر للكارولنجيين في نفس الممر في معركة ممر رونسفال الثانية والتي شابهت المعركة الأولى في ظروفها، وتعرض فيها عدد أكبر من الكارولنجيين هذه المرة للذبح، وأُسر قادة الفرنجيين أيبلوس وأثنار سانشيث على يد قوات إنيغو أريستا زعيم البشكنس وحلفائه من بني قسي، مما عزز من استقلالية بني قسي ومهّد لنشأة مملكة نافارا البشكنسية.

## أثرها

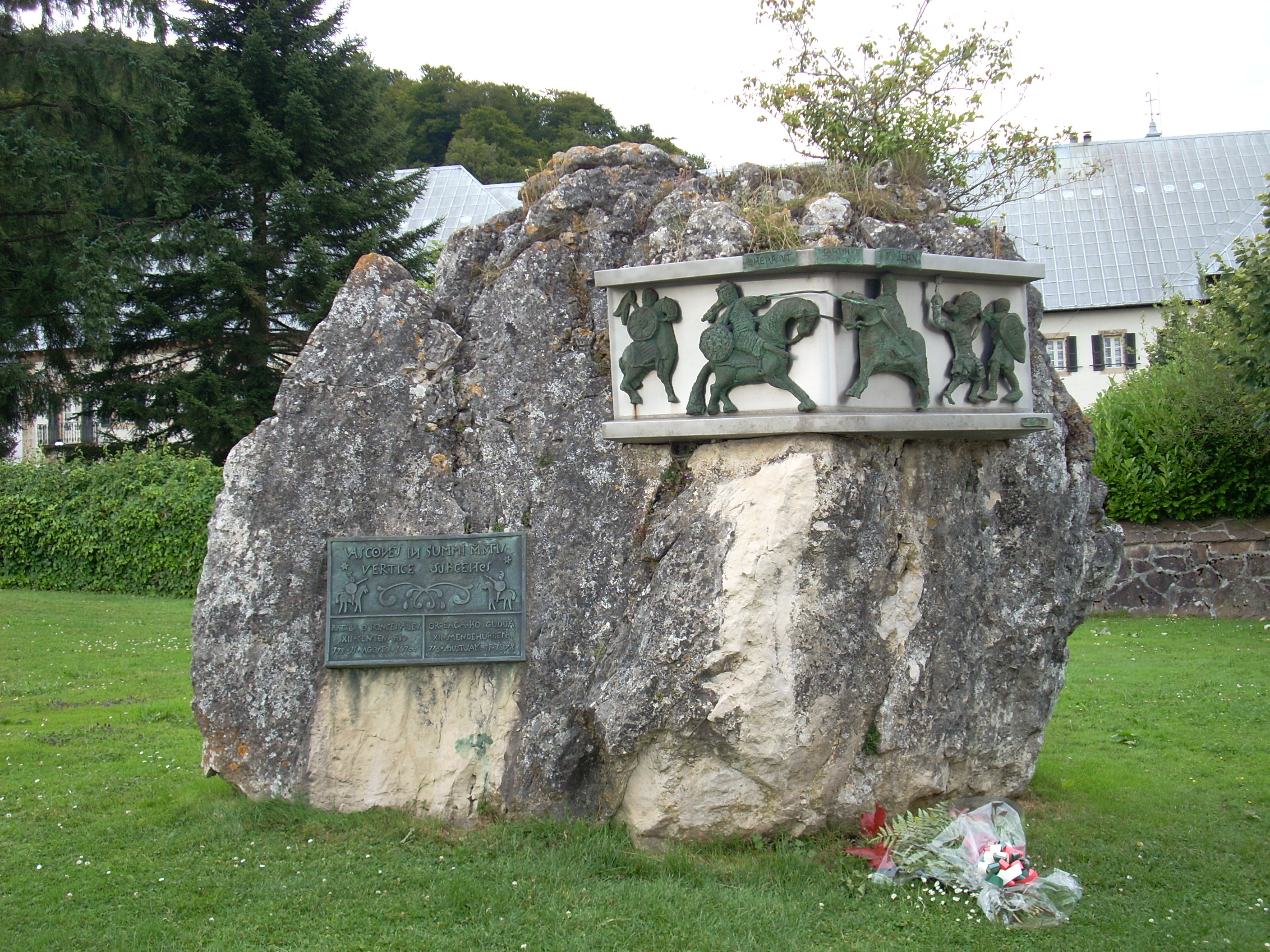
نصب تذكاري لمعركة ممر رونسفال الأولى.

بمرور الوقت، تناقلت شعوب تلك المنطقة شفاهة قصصًا بطولية حول المعركة، صوّرتها على أنها صدام كبير بين المسيحيين والمسلمين بالرغم من كون البشكنس في تلك الفترة وثنيون. استبدلت تلك القصص التراثية البشكنس بقوات من 400,000 عربي، وأضافوا بعض المقتنيات الأسطورية لرولاند مثل سيفه المسمى «دورندال» وسلاح من عاج أنياب الفيل. ورغم ضآلة المعلومات حول مقتل رولاند في المعركة، إلا أنه تم تصويره كرمز للبطل الشهم في العصور الوسطى. خلّد «نشيد رولاند» الذي ألّفه شاعر مجهول في القرن الاحدي عشر الميلادي ذكرى المعركة، وهو يعد أقدم «الأغاني البطولية» أو الملحمية الباقية من تراث فرنسا في العصور الوسطى. أصبحت قصة رولاند الفرنسية مع قصة فرسان المائد المستديرة البريطانية رمزًا للفروسية في أوروبا، وأصبحا مصدر إلهام للمحاربين المسيحيين بعد ذلك. ففي معركة هاستنجز سنة 1066م، غنى جنود وفرسان ويليام الفاتح الأغنية لتُحفّزهم على قتال الأنجلو-ساكسونيين.
شُيّدت كذلك عددًا من النصب التذكارية لتخليد ذكرى المعركة مثل النصب التذكاري للمعركة في ممر رونسفال نفسه في نافارا بإسبانيا. كما توجد أطلال كنيسة سان سلبادور التي عُرفت بكنيسة شارلمان، إضافة إلى نصب تذكاري لشارلمان شُيّد سنة 1934 م، تخليدًا لذكرى حملته على المنطقة. ورد ذكر المعركة أيضًا في العمل الأدبي الإيطالي القديم «أورلاندو فوريوسو». كما أشارت إليها فرقة «فان دير جراف جنيريتور» الإنجليزية في أغنيتهم «Roncevaux» التي سجّلوها سنة 1972م، لكنهم لم يطلقوها إلا بعد سنوات في ألبومهم «Time Vaults». وقد ألهمت المعركة وتضحية أورلاندو العديد من الملحنين الموسيقيين، من بينهم كلاوديو مونتيفيردي وجان باتيست لولي وأنطونيو فيفالدي وجورج فريدريك هاندل الذي لحن أوبرا «أورلاندو».
أما في مجال السينما، فقد صدر فيلم درامي فرنسي سنة 1978 م بعنوان «أغنية رولان» تناول المعركة بحسب ما ورد في نص الأغنية. كما أشير إلى شخصية رولاند في الرواية المصورة «The League of Extraordinary Gentlemen: Black Dossier». ألهمت شخصيات رولاند والملك آرثر وفرسان المائدة المستديرة ستيفن كينغ في كتابته لسلسلة رواياته «برج الظلام» التي أورد فيها أيضًا ذكر المعركة.

## وصلات خارجية
- أقدم مخطوطة حول قصَّة رولاند،صُور صالحة للقراءة من المخطوطة الأساسية، Bodleian Library MS. Digby 23 (Pt 2), La Chanson de Roland، أنجلو نورمانية، القرن الثاني عشر، الربع الثاني؟.
- أنشودة رولاند، ترجمة جون أوهاغن
- «معركة ممر رونسفال» تأليف طوماس بولفينش (1796–1867)، من أساطير شارلمان
- رومانسيات برناردو دل كابريو (بالإسبانية)
- Roncesvalles carolingio y jacobeo (بالإسبانية)